# Правосудие для всех
Возможно, вы искали музыкальный альбом «...And Justice for All» или одноимённую песню.
«Правосу́дие для всех» (англ. …And Justice for All) — юридический кинофильм канадского режиссёра Нормана Джуисона, вышедший на экраны в 1979 году. Название фильма взято из последнего словосочетания клятвы верности флагу США (слово justice по-английски может означать и справедливость, и правосудие). Главную роль исполнил Аль Пачино, номинированный за неё на премию «Оскар».

## Сюжет
Обычный адвокат Артур Кёркланд выстраивает свою карьеру. Его дед мечтал, чтобы внук стал адвокатом. И вот Кёркланд уже 12 лет защищает в суде самых разных людей. В какой-то момент в жизни Артура наступают нелегкие времена. Из-за юридической формальности садится в тюрьму невиновный человек, другой клиент героя по уши вязнет в сфабрикованном против него деле. В довершение ко всему, именно Артуру предлагают защищать в суде судью Флеминга, уверовавшего в свою безнаказанность, от обвинений в изнасиловании. Кёркланд получает косвенные доказательства, что судья Флеминг мог совершить это преступление. Судья, после незначительных отпираний, признается адвокату в совершении преступления, но ни сколько не опасается правосудия. Он намекает Артуру, что предстоящий процесс не более, чем фарс. Влиятельные люди уже обо всём позаботились. В сговоре замешан и судья Генри Т. Флеминг, ведущий дело, и прокурор. Артуру отведена роль честного адвоката, защищающего своего клиента. Но Кёркланд отказывается играть по чужим правилам. Его терпению приходит конец и он разоблачает, происходящее в зале суда, вызывая крупный скандал.

## В ролях
| Актёр           | Роль                   |
| --------------- | ---------------------- |
| Аль Пачино      | Артур Кёркланд         |
| Джек Уорден     | судья Фрэнсис Рэйфорд  |
| Джеффри Тэмбор  | Джей Портер            |
| Джон Форсайт    | судья Генри Т. Флеминг |
| Ли Страсберг    | Сэм Кёркланд           |
| Кристин Лахти   | Гейл Пэкер             |
| Сэм Левин       | Арни                   |
| Томас Дж. Уэйтс | Джефф МакКаллох        |
| Кит Эндес       | Мэрвин Бэйтс           |

## Награды
Фильм был номинирован на премию «Оскар» за лучшую мужскую роль (Аль Пачино) и за лучший оригинальный сценарий (Валери Кёртин и Барри Левинсон). Кроме того, Аль Пачино выиграл приз лучшему актеру кинофестиваля в Карловых Варах и был номинирован на «Золотой глобус».